# Гаджил, Мадхав
Мадхав Гаджил (англ. Madhav Dhananjaya Gadgil; 24 мая 1942, Пуна, Индия) — индийский эколог.
Член академий наук Индии, в частности Индийской национальной академии наук (1983) и Индийской АН, TWAS (1991), иностранный член НАН США (1991).

## Биография
Окончил Университет Пуны (бакалавр зоологии, 1963) и Мумбайский университет (магистр зоологии, 1965). Степень доктора философии по биологии (1969) получил в Гарвардском университете, его докторская была построена на математическом моделировании (впервые для докторанта биологии в Гарварде). Являлся в последнем фелло-исследователем по прикладной математике и в 1969-1971 годах преподавал биологию.
В 1973—2004 годах работал в Индийском научном институте, профессор экологических наук, в 1983 году основатель Центра экологических наук, профессор последнего с 1981 по 2004 год и глава с 1982 по 1992 год.
В 1986—1990 годах член консультативного научного совета премьер-министра Индии.
В 2010—2012 годах член National Advisory Council.
В 2010—2011 годах председатель Western Ghats Ecology Expert Panel.
С 1996 года входит в совет Center for International Forestry Research.
В 1994—1996 годах вице-президент научно-консультативного органа Конвенции о биологическом разнообразии.
В 1998—2002 годах возглавлял Scientific and Technical Advisory Panel Глобального экологического фонда.
С 2013 года приглашённый исследовательский профессор Университета Гоа.
Являлся приглашённым профессором в Стэнфордском университете (1991) и заслуженным лектором в Калифорнийском университете Беркли (1995).
Участник создания первого в Индии биосферного заповедника в Нилгири в 1986 году.
Подписал «Предупреждение учёных человечеству» (1992).
Работал в комитете, разработавшем Biological Diversity Act, 2002.
Член National Academy of Agricultural Sciences (1991, в 1992—1995 член исполнительного совета).
Почётный член Британского и Американского экологических обществ.
Почётный фелло Association for Tropical Biology and Conservation (2010).
Автор более 225 научных работ и 325 популяризаторских, 7 книг, 5 из которых на английском языке. Среди его соавторов Romila Thapar, Рамачандра Гуха, Карл Фольке, Луиджи Лука Кавалли-Сфорца, Салим Али.

## Награды и отличия
- Ishwarchandra Vidyasagar Gold Plaque
- National Environmental Fellow (1979-81)
- Падма Шри (1981)
- Rajyotsava Prashasti[англ.] (1983)
- Shanti Swarup Bhatnagar Prize for Science and Technology[англ.] (1986)
- Swami Pranavananda Saraswathi Award (1989)
- Vikram Sarabhai Award, ICSSR (1990)
- Pew Fellows Program in Conservation and the Environment, Marine Fellow, Pew Charitable Trusts[англ.] (1993)[7]
- Harvard Centennial Medal[англ.] (2002)
- Volvo Environment Prize (2003)
- Падма бхушан (2006)
- H K Firodia Award[англ.] (2007)
- Nicholas Georgescu-Roegen Award, The Energy and Resources Institute[англ.] (2014) — для возглавлявшейся им Western Ghats Ecology Expert Panel[англ.][8]
- Премия Тайлера (2015)

В его честь названы новые виды пауков-птицеедов и Torrent frog.